# Trapas

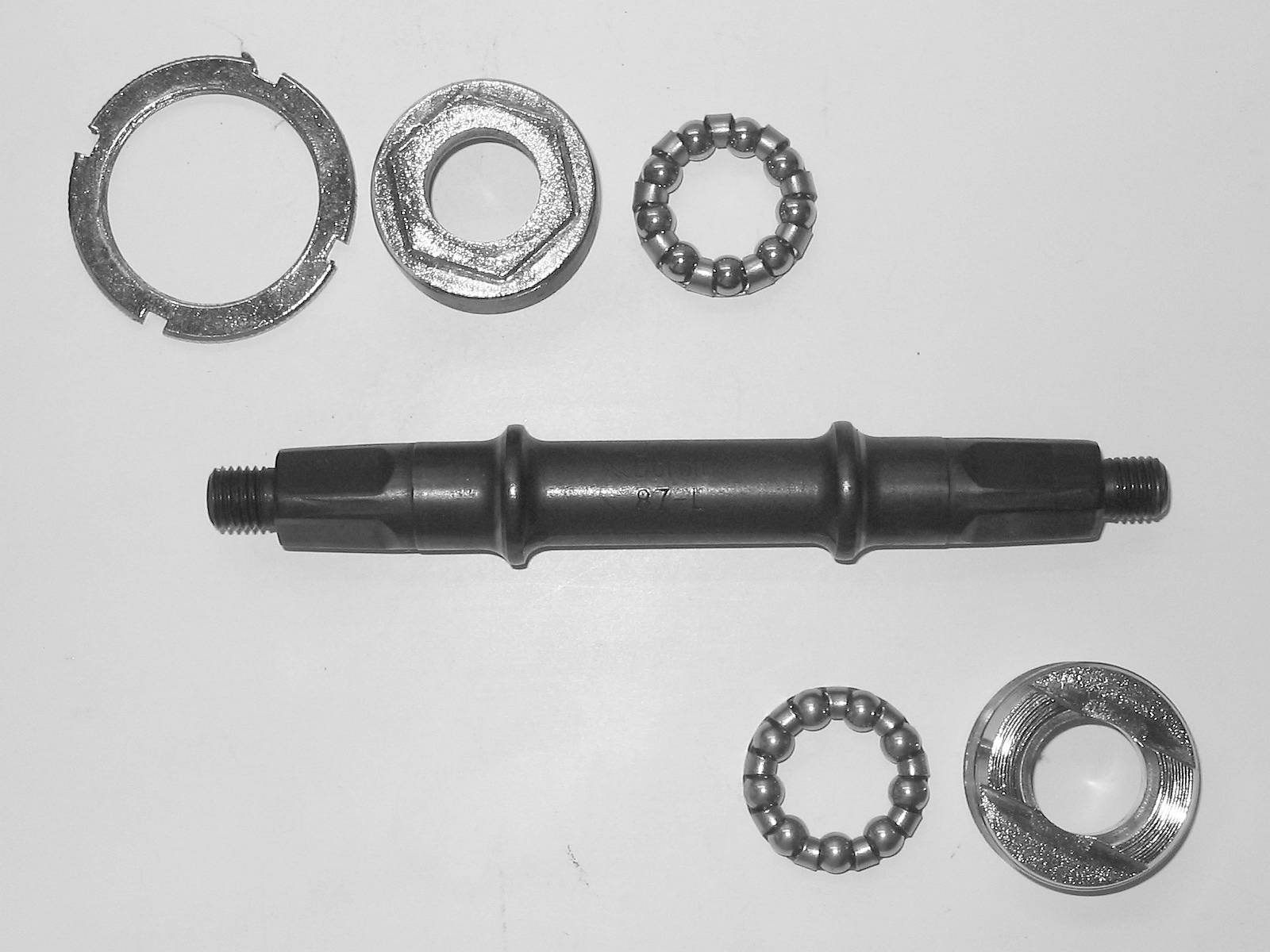
Een vrij gangbare trapas die uit losse onderdelen bestaat (as, twee kogellagers, twee cups en een borgring).

Een trapas is, bijvoorbeeld bij een fiets, het gedeelte waaraan op de uiteinden de cranks met de pedalen en voorste kettingblad(en) zijn gemonteerd. De trapas wordt gelagerd in het frame gemonteerd (in de zogeheten bracket) en bestaat uit meerdere onderdelen.
Er zijn drie manieren om de cranks aan de trapas te bevestigen:
- Met spieën. Vanouds de gebruikelijke methode.
- Spieloos, superieur. Vanouds op racefietsen, thans op bijna alle fietsen.
- In één stuk, ook wel bekend als Amerikaans. Er is hiervoor een wijdere bracketlug nodig, omdat niet alleen de trapas, maar ook de crank door de bracket gestoken moet worden. Komt soms voor op goedkopere fietsen.

De trapas is mede bepalend voor de Q-waarde, de afstand in millimeters tussen de buitenzijden van de cranks waarbij een kleiner getal biomechanische, aerodynamische en mechanische voordelen heeft. De vormgeving van de trapas is van invloed op de kettinglijn. Mede om deze reden zijn trapassen in verschillende lengtematen verkrijgbaar.
De excentrische trapas is een speciaal soort trapas omdat hiermee de kettingspanning kan worden geregeld in plaats van met kettingspanners of een achterderailleur. Verder kunnen fietsen met een asaandrijving een zeer afwijkende trapas hebben. Ook elektrisch aangedreven fietsen kunnen, al dan niet verborgen, de aandrijving via een speciale trapas hebben.

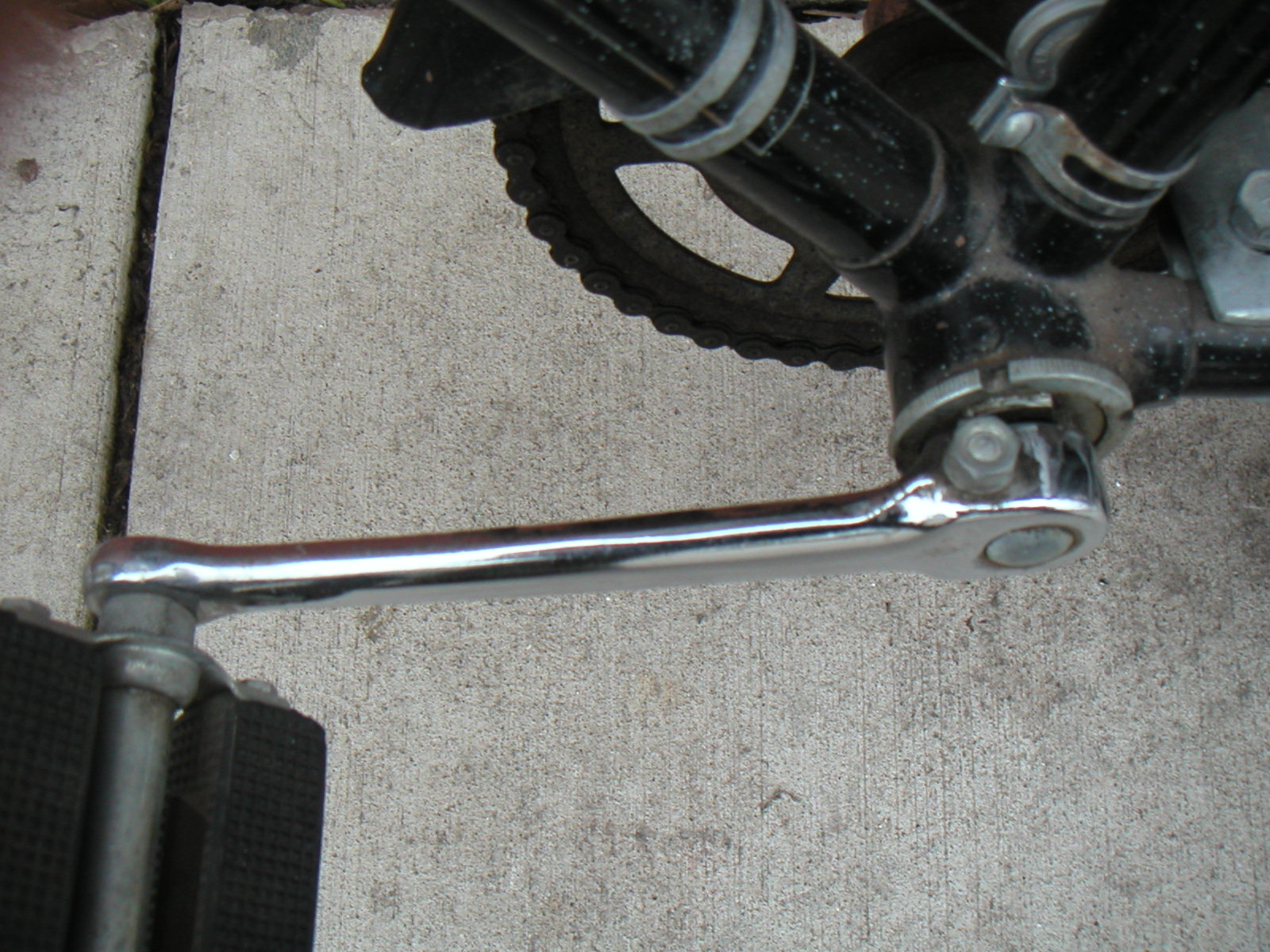
Conventionele bevestiging van de crank met een spie.
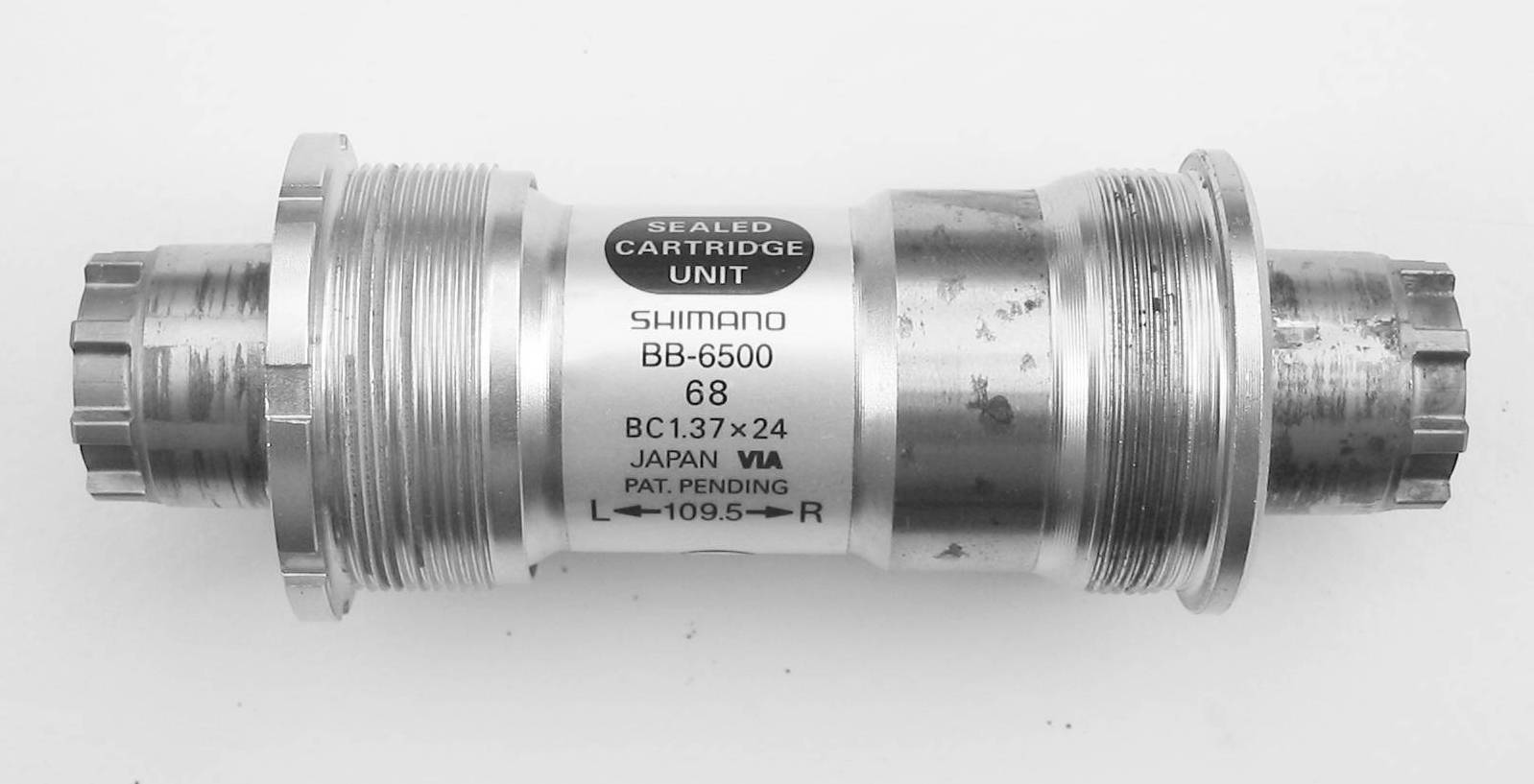
Dichte trapas, ook wel bekend als cartridge, Dit exemplaar is een Shimano Ultegra Octalink.
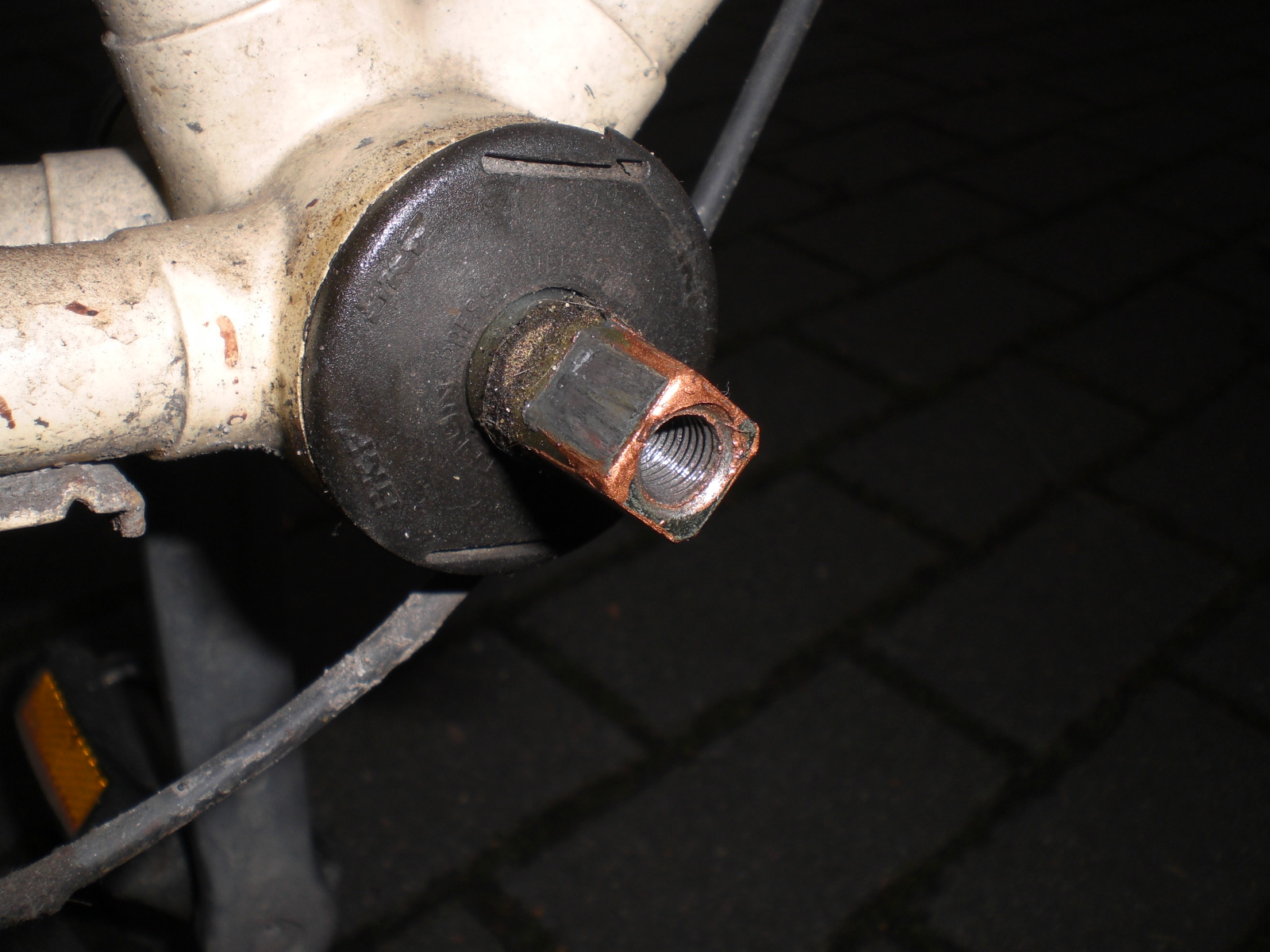
Gemonteerde standaard trapas.
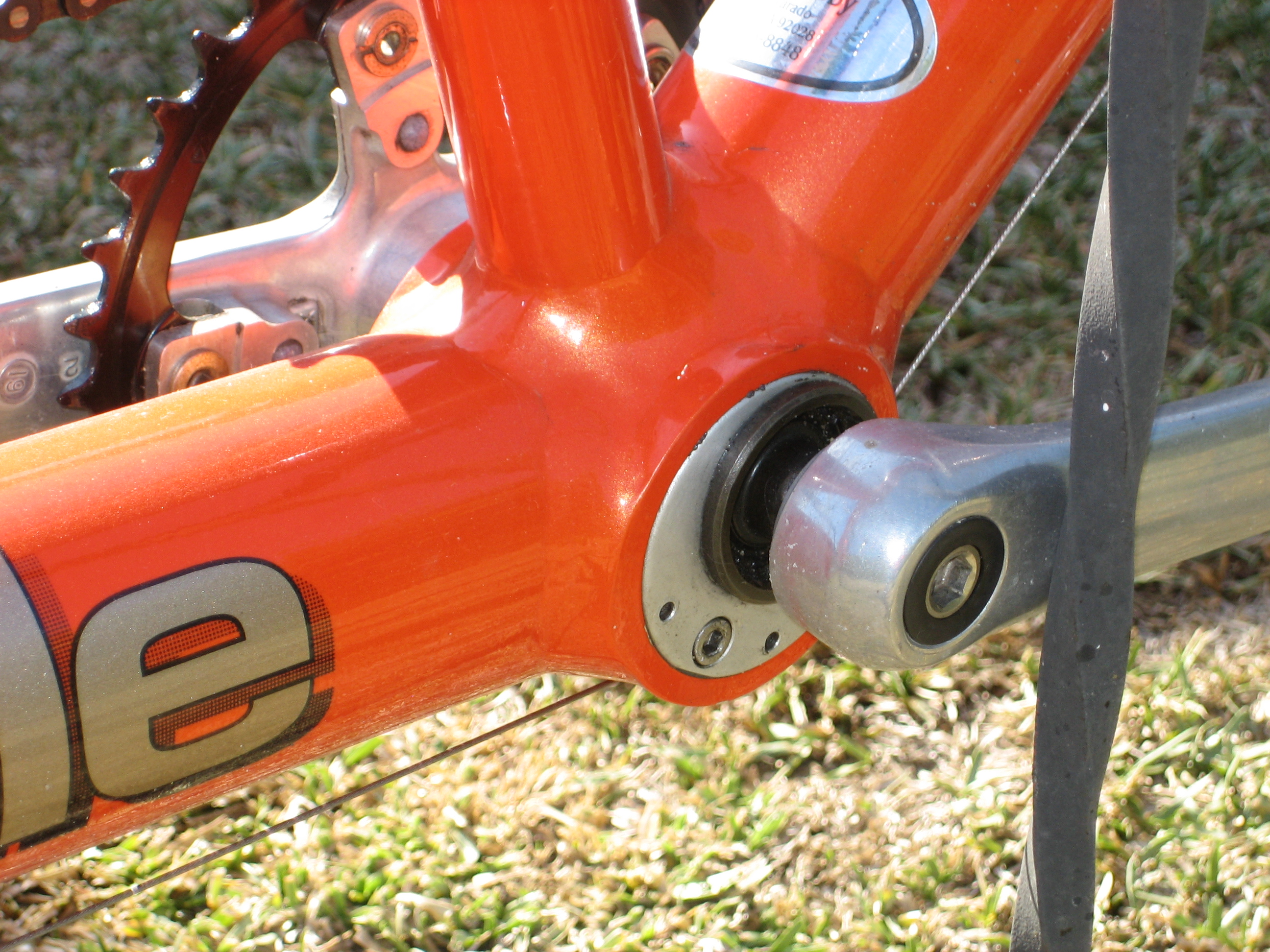
Excentrische trapas.
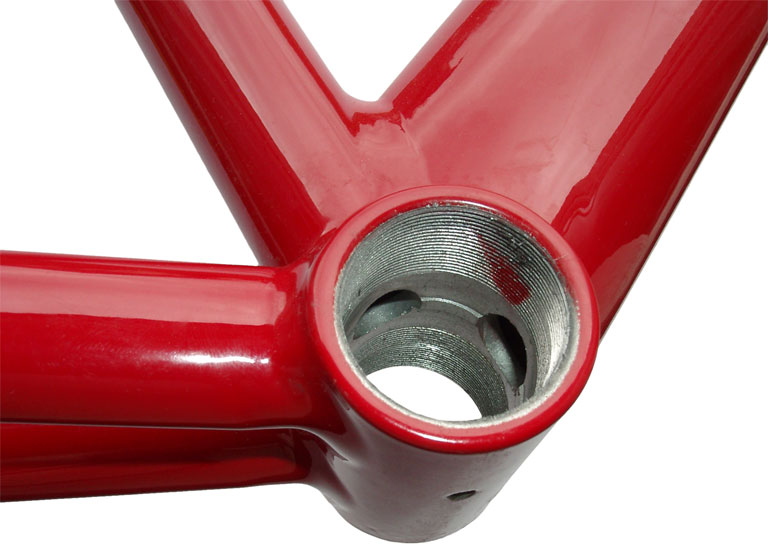
Bracket van een fietsframe waarin de trapas wordt gemonteerd.